# سیارک ۶۵۵۰
سیارک ۶۵۵۰ (به انگلیسی: 6550 Parler، نامگذاری:1988VO5) شش هزار و پانصد و پنجاهمین سیارک کشف شده‌است که در ۴ نوامبر ۱۹۸۸ کشف شد.
قدر مطلق سیارک برابر ۱۳٫۹۰ است.